# Svetlana Feofanova
Svetlana Jevgenjevna Feofanova (ryska: Светлана Евгеньевна Феофанова), född den 16 juli 1980 i Moskva, är en rysk friidrottare som tävlar i stavhopp. 

## Biografi och karriär
Feofanovas genombrott kom vid VM inomhus 2001 i Lissabon då hon blev silvermedaljör med ett hopp på 4,51 m endast slagen av Tjeckiens Pavla Hamáčková-Rybová. Vid VM utomhus samma år blev Feofanova silvermedaljör när hon hoppade 4,75 m vilket då var nytt personligt rekord för henne, höjden var den samma som segraren Stacy Dragila klarade av. 
Under 2002 vann Feofanova både EM-guld inomhus i Wien med ett hopp på 4,75 m och EM-guld utomhus med ett hopp på 4,60 m. Året efter blev hon även världsmästare inomhus i Birmingham när hon klarade 4,80 m. Samma år utomhus vid VM i Paris blev hon världsmästare när hon klarade 4,75 m. Den 22 februari 2003 hoppade hon 4,85 m vid en tävling i Aten vilket innebar att hon slog Dragilas världsrekord. 
Feofanova deltog vid inomhus VM i Budapest där hon blev bronsmedaljör med ett hopp på 4,70 m denna gång var det Jelena Isinbajeva och Dragila som blev henne övermäktiga. Utomhus så hoppade hon 4,88 m vid en tävling i Grekland den 4 juli och slog därmed Isinbajevas nysatta världsrekord. Men innan året var slut hade Isinbajeva förbättrat världsrekordet ytterligare fyra gånger. 
Feofanova deltog vid Olympiska sommarspelen 2004 i Aten där hon klarade 4,75 m och blev silvermedaljör men fick se sig besegrad av Isinbajeva. 
Nästa mästerskap för ryskan blev inomhus VM 2006 i Moskva där det blev ytterligare en bronsmedalj efter Isinbajeva och Polens Anna Rogowska. Hon deltog även på EM i Göteborg där hon blev fyra. I Isinbajeva frånvaro vann Feofanova Europeiska inomhusmästerskapen i Birmingham 2007. Ytterligare en medalj blev det vid VM i Osaka 2007 där hon slutade på tredje plats med ett hopp på 4,75 m efter Isinbajeva och Kateřina Baďurová. 
Feofanova deltog även vid Olympiska sommarspelen 2008, där hon klarade 4,75 m men blev återigen bronsmedaljör efter Isinbajeva och USA:s Jennifer Stuczynski. Feofanova deltog inte vid VM 2009. Under 2010 hade hon stora framgångar främst därför att Isinbajeva detta år inte tävlade. Feofanova blev silvermedaljör vid inomhus VM och vann guld vid EM 2010 efter ett hopp på 4,75 m.

## Personliga rekord
- 4,88 m utomhus
- 4,85 m inomhus